# Rafael Perazza
Pour les articles homonymes, voir Peraza.
Rafael Perazza est une ville de l'Uruguay située dans le département de San José. Sa population est de 1 235 habitants.

## Population
| Année | Population |
| ----- | ---------- |
| 1963  | 475        |
| 1975  | 733        |
| 1985  | 774        |
| 1996  | 931        |
| 2004  | 1 235      |

Référence,.